# Las legiones malditas
Las legiones malditas es la segunda parte de la novela Africanus: el hijo del cónsul, con la que el autor español Santiago Posteguillo inició su trilogía sobre el estadista y militar romano Escipión el Africano vencedor de Aníbal en la batalla de Zama. En esta segunda parte se narra la plenitud de Escipión, su edad adulta, desde que ha conquistado Cartago Nova hasta su victoria sobre Aníbal en Zama.

## Argumento

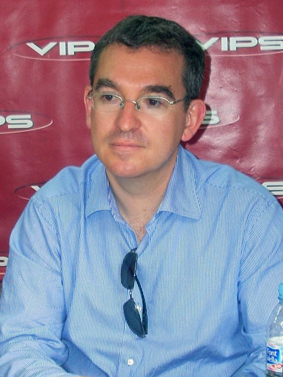
Santiago Posteguillo, autor de la novela.

Escipión el Africano, conocido por el apodo de Africanus, era considerado por muchos el heredero de las cualidades militares atribuidas a su padre y a su tío. Pero de ellos no sólo había recibido estos magníficos atributos, sino también algunos enemigos, entre otros Asdrúbal Barca, el hermano de Aníbal, y el general púnico Giscón, quienes harían lo posible por acabar con su enemigo y masacrar sus ejércitos.
Los enemigos también acechaban en Roma, donde el senador y princeps senatus Quinto Fabio Máximo, en una jugada maestra, obliga al recién elegido cónsul Escipión a aceptar la demencial tarea de liderar las legiones V y VI, conocidas como las legiones malditas, que permanecían desde hacía tiempo olvidadas en Sicilia. Así, según creía el senador, lograría deshacerse del último de los Escipiones.
A partir de ese momento el joven Escipión planea con estas dos legiones "malditas" desembarcar en África y poner en jaque a los ejércitos cartagineses que defienden el dominio de Cartago. No será fácil, pero el general romano hará gala de toda su intuición, liderazgo y su gran capacidad de invención en los casos más extremos y en batallas aparentemente imposibles de vencer, hasta llegar a alcanzar su objetivo primordial hacer que Aníbal abandone Italia y enfrentarse en la mayor de las batallas entre Cartago y la Roma republicana.

## Personajes

### Escipiones y aliados
- Escipión el Africano: Protagonista de la historia. General en jefe de las tropas romanas destacadas en Hispania y en África, cónsul en el 205 a. C., procónsul en el 204, 203 y 202 a. C.

- Emilia Tercia: Hija pequeña de Emilio Paulo. Mujer de Escipión el Africano.

- Pomponia: Mujer de Publio Cornelio Escipión, madre de Escipión el Africano.

- Lucio Cornelio Escipión: Hermano pequeño de Escipión el Africano.

- Cayo Lelio: Tribuno y almirante al servicio de Escipión el Africano

- Lucio Emilio Paulo: Hijo de Emilio Paulo. Cuñado de Escipión el Africano.

- Cornelia mayor: Hija de Escipión el Africano

- Publio: Hijo de Escipión el Africano.

- Cornelia menor: Hija de Escipión el Africano.

### Esclavos
- Netikerty: Esclava egipcia, amante de Cayo Lelio.

- Calino (†): Esclavo al servicio de Lelio.

- Icetas: Pedagogo griego

### Enemigos de los Escipiones
- Quinto Fabio Máximo (†): Cónsul en el 233, 228, 215, 214 y 209 a. C., censor en el 230 a. C. y dictador en el 217 a. C., princeps senatus y augur vitalicio

- Quinto Fabio (†): Hijo de Quinto Fabio Máximo, pretor en el 214 a. C. y cónsul en el 213 a. C.

- Marco Porcio Catón: Protegido de Quinto Fabio Máximo, cuestor de las legiones.

### Cónsules y procónsules
- Claudio Marcelo (†): Cónsul en el 222, 215, 214, 210 y 208 a. C.

- Quincio Crispinio (†): Cónsul en el 208 a. C. y pretor en el 209 a. C.

- Claudio Nerón: Cónsul en el 207 a. C.

- Quinto Cecilio Metelo: Cónsul en el 206 a. C.

- Publio Licinio Craso: Cónsul en el 215 a. C.

- Cneo Cornelio Léntulo: Procónsul en el 201 a. C.

- Cneo Octavio: Procónsul en el 201 a. C.

- Cayo Léntulo: Pretor urbano

### Amigos de Escipión y otros miembros de las legiones
- Lucio Marcio Septimio (†): Centurión y tribuno al servicio de Escipión

- Mario Juvencio Tala (†): Centurión y tribuno al servicio de Escipión

- Quinto Terebelio (†): Centurión y tribuno al servicio de Escipión

- Sexto Digicio (†): Oficial de la flota romana

- Cayo Valerio (†): Primus pilus de la V legión

- Silano: Tribuno al servicio de Escipión

- Atilio: Médico de las legiones romanas

- Marco: Proximus lictor al servicio de Escipión
- Cayo Lelio: mano derecha de publio, unido a él por una promesa hecha a su padre , y posteriormente por convicción propia .

### Soldados hostiles a Escipión
- Cayo Albio Caleno (†): Centurión de la guarnición de Sucro.

- Cayo Atrio Umbro (†): Centurión de la guarnición de Sucro.

- Marco Sergio (†): Centurión de la VI legión

- Publio Macieno (†): Centurión de la VI legión

- Pleminio: Pretor de Rhegium

- Décimo (†): Centurión renegado al servicio de Aníbal

### Senadores conservadores
- Quinto Fulvio: Viejo senador proclive a las ideas de Fabio Máximo, cónsul en el 237, 224 y 209 a. C. y pretor en el 215 y 214 a. C.

- Cneo Bebio Tánfilo: Tribuno de la plebe.

### Embajadores
- Marco Pomponio: Pretor y senador

- Marco Claudio: Tribuno de la plebe

- Marco Cincio: Tribuno de la plebe

### Celtíberos
- Indíbil: Líder celtíbero

- Mandonio: Líder celtíbero

### Dramaturgos
- Tito Macio Plauto: Escritor de comedias y actor

- Nevio: Escritor, amigo de Plauto

- Ennio: Escritor

- Livio Andrónico: Escritor

- Casca: Patrón de una compañía de teatro

- Aulo: Actor

### Cartagineses
- Aníbal Barca: Antagonista principal. Hijo mayor de Amílcar, general en jefe de las tropas cartaginesas en Italia

- Asdrúbal Barca (†): Hermano menor de Aníbal

- Magón Barca (†): Hermano pequeño de Aníbal

- Asdrúbal Giscón: General cartaginés

- Maharbal: General en jefe de la caballería cartaginesa bajo el mando de Aníbal

- Hanón (†): General cartaginés en Hispania y en África

- Imilce: Esposa ibera de Aníbal

- Sofonisba (†): Hija de Asdrúbal Giscón

### Númidas
- Sífax: Rey de Numidia occidental

- Masinisa: General de caballería, hijo de Gaia, reina de Numidia oriental

- Búcar: Oficial al servicio de Sífax

- Tiqueo: Jefe de la cabellería númida de Aníbal en la batalla de Zama

### Otros
- Filipo V: Rey de Macedonia

- Antíoco III: Rey de Siria y señor de todos los reinos del Imperio seleúcida

- Epífanes: Consejero del rey Antíoco III

- Ptolomeo V: Faraón de Egipto

- Agatocles: Tutor de Ptolomeo V

## Diferencias históricas
- Personajes como Sifax y Sofonisba son descritos como negros, cuando en realidad eran bereberes y semitas y como tales no habrían sido más morenos que itálicos o hispanos.
- La novela cambia el género del rey Gala de Numidia, padre de Masinisa, y lo convierte en una reina y su madre.
- El Sifax histórico no fue ejecutado desde la roca Tarpeya en Roma, sino que murió en cautiverio en Tibur un año después de los eventos del libro. Así mismo, la roca Tarpeya sólo se utilizaba para ejecutar traidores y criminales romanos, por lo que un extranjero como Sifax no habría sido elegible.
- Quinto Fabio Máximo no murió solo y sin heredero, ya que tenía otro hijo además del homónimo.
- El Marco Porcio Catón histórico pertenecía al círculo de Fabio Máximo, pero no era su heredero político ni su discípulo directo (lo era más bien de Lucio Valerio Flaco). La novela también muestra a Catón como un burgués impopular y carente de entrenamiento militar, cuando en realidad Catón ya había comenzado su carrera como tribuno militar y era conocido en Roma por su sobriedad y ascetismo, hasta el punto de vestir y comer como sus propios esclavos.
- Marco Junio Silano aparece como un mero teniente raso de Escipión en esta novela, mientras que el Silano histórico era magistrado y pretor y llegó a tener mando conjunto con él.
- El libro muestra a un comandante corrupto llamado Sergio Marco. Históricamente, "Sergio" era un nomen y "Marco" un praenomen, por lo que el nombre correcto sería Marco Sergio.
- Escipìón y Asdrúbal Giscón se encontraron en la corte de Sifax y tuvieron una conversación cordial, mientras que en la novela Giscón permanece escondido tras una cortina y no aparece hasta que el romano se marcha.
- Los barcos de Escipión aparecen utilizando el corvus, que en la vida real cayó en desuso antes del fin de la primera guerra púnica cuando los romanos aprendieron a maniobrar y abordar en el mar tan competentemente como los propios cartagineses. A partir de entonces se utilizarían otros medios de arpeo y abordaje, pero no el corvus, que era tan pesado y complicado de usar que tendía a desequilibrar cada barco equipado con él.
- Escipión utilizó vélites y tropas ligeras para emboscar a la caballería númida, distraer a la formación cartaginesa y espantar a sus elefantes púnicos durante la batalla de Ilipa. El Escipión literario no usa infantería ligera alguna, y los elefantes se descontrolan por sí mismos debido al descontrol de sus propias filas.